# Asarum satsumense
Asarum satsumense är en piprankeväxtart som beskrevs av Maekawa. Asarum satsumense ingår i släktet hasselörter, och familjen piprankeväxter. Inga underarter finns listade i Catalogue of Life.